# João-escamoso
Rabo-espinhoso-escamoso ou joão-escamoso (Cranioleuca muelleri) é uma espécie de ave da família Furnariidae. É endêmica do Brasil, onde ocorre nos estados do Amapá, Amazonas e Pará. Habita matas de várzea e pântanos subtropicais ou tropicais.

## Descrição
O joão-escamoso é uma ave distinta, com o ventre com aparência escamosa, uma lista supraciliar pálida, partes superiores marrom-escuras, e coroa, asas e cauda castanhas. A cauda é graduada, com rectrizes basalmente enrijecidos e pontiagudos nas pontas. O peito e o ventre são castanho-amarelados muito claros; as penas da garganta, do peito e da barriga possuem bordas oliva escuro, criando uma aparência semelhante a escamas. Possui em média 14–15 cm.

## Distribuição e habitat
O joão-escamoso é endêmico do leste do rio Amazonas no Brasil, variando do extremo leste do Amazonas, leste ao sul do Amapá até a Ilha Mexiana no Pará. Habita a floresta tropical húmida, restrita à vegetação rasteira e ao meio das matas de várzea brasileiras (que são sazonalmente inundadas). Varia de elevação de 0–200 m.

## Dieta
Sua dieta consiste principalmente em artrópodes. Geralmente se alimenta aos pares, às vezes com bandos de espécies mistas, em busca de insetos.

## Estado de conservação
O joão-escamoso foi classificado como em perigo pela União Internacional para a Conservação da Natureza (IUCN). É uma espécie pouco conhecida e aparentemente incomum, e sua população provavelmente é relativamente pequena. Com base em um modelo de desmatamento futuro na bacia amazônica, esta espécie deverá perder cerca de metade de seu habitat disponível ao longo de três gerações, o que levará a um declínio de até 50% em sua população. A principal ameaça a esta espécie é o desmatamento e a fragmentação de habitat.